# Thaumaglossa rufula
Thaumaglossa rufula es una especie de escarabajo de piel del género Thaumaglossa, de la familia Dermestidae, orden Coleoptera. Mide aproximadamente 2,5 mm de longitud.

## Distribución
Se distribuye por Asia: Filipinas (Java).

## Taxonomía
Fue descrita por Pic en 1931.